# Le Ménil-Broût
Le Ménil-Broût település Franciaországban, Orne megyében. Lakosainak száma 176 fő (2022. január 1.). Le Ménil-Broût Les Ventes-de-Bourse, Hauterive, Neuilly-le-Bisson és Villeneuve-en-Perseigne községekkel határos.

## Népesség
A település népességének változása:
| Lakosok száma | 172  | 173  | 169  | 168  | 169  | 170  | 175  | 176  |
|               | 2013 | 2015 | 2017 | 2018 | 2019 | 2020 | 2021 | 2022 |